# ریاضی فیزیک

نمونه‌ای از ریاضی فیزیک: جواب‌های معادله شرودینگر برای نوسانگرهای هماهنگ کوانتومی; (سمت چپ) با دامنه‌ها (راست).

ریاضی فیزیک یا در ترجمه‌ای تحت‌الفظی‌تر، فیزیک ریاضیاتی (به انگلیسی: Mathematical physics) به اعمال ریاضیات بر مسائل دانش فیزیک و نیز ابداع شیوه‌های مناسب ریاضی جهت تنظیم نظریّه‌های گوناگون در فیزیک می‌پردازد. در واقع، ریاضی فیزیک را می‌توان بستری گسترده برای فیزیک نظری و فیزیک محاسباتی به حساب آورد. به بیانی دیگر می‌توان گفت که ریاضی چارچوبی برای فیزیک است که این چارچوب در ریاضی فیزیک اعمال می‌شود.
در کشور ایران رشته ای اصلی با این نام وجود دارد که سخت ترین رشته این نظام درسی است و آینده ای پر شاخه برای تحصیل کنندگانش دارد.

## تاریخچه
دیر زمانی است که بشر ریاضیات را در تبیین و روشن‌سازی اشیاء و پدیده‌های جهان فیزیکی به خدمت گرفته‌است.